# Toxic Till the End
Toxic Till the End è un singolo della cantautrice neozelandese-sudcoreana Rosé, pubblicato il 21 gennaio 2025 come terzo estratto dal primo album in studio Rosie.
È stato candidato per il Music Award Japan alla miglior canzone.

## Promozione
L'11 dicembre 2024 Rosé si è esibita in un medley della canzone e di Apt. al Tonight Show, condotto da Jimmy Fallon.

## Video musicale
Il video, diretto da Ramez Silyan, è stato reso disponibile attraverso il canale YouTube dell'artista in contemporanea con la commercializzazione dell'album. Girato agli Old Westbury Gardens a Long Island, New York, il video vede protagonista Rosé insieme all'attore statunitense Evan Mock. Ispirato a Una mamma per amica (Gilmore Girls), il video racconta una storia d'amore tossica tra i due personaggi, culminando in una conclusione amara e drammatica.
È finito in lizza per l'MTV Video Music Award al miglior video K-pop.

### Sinossi
All'inizio, Mock, ferma l'auto di Rosé su una strada di campagna dopo che la gomma della sua bicicletta si è bucata. Lei, incuriosita, gli offre un passaggio, dando il via a un montaggio in stile commedia romantica che mostra i momenti felici della coppia agli inizi della relazione. Tuttavia, i problemi iniziano a emergere quando Rosé nota che Mock nasconde il telefono per non farle leggere un messaggio. Infuriata, tenta di andarsene, ma parte sgommando con la macchina. La dinamica altalenante della coppia continua tra abbracci adoranti e spinte irritate, diventando pericolosa quando Rosé lo fa cadere contro una statua. Sebbene la coppia sembri riappacificarsi, Rosé rivela che il loro incontro casuale all'inizio era in realtà premeditato.

## Formazione
- Rosé – voce
- Evan Blair – produzione
- Daniel Escobar – ingegneria del suono
- Ojivolta – assistenza tecnica vocale
- Bart Schoudel – assistenza tecnica vocale
- Șerban Ghenea – missaggio
- Bryce Bordone – assistenza al missaggio
- Chris Gehringer – mastering
- Will Quinnell – mastering

## Classifiche
| Classifica (2024-25) | Posizione massima |
| -------------------- | ----------------- |
| Australia            | 31                |
| Canada               | 54                |
| Corea del Sud        | 4                 |
| Grecia               | 95                |
| Hong Kong            | 2                 |
| Indonesia            | 13                |
| Libano               | 6                 |
| Malaysia             | 3                 |
| Regno Unito          | 72                |
| Russia               | 147               |
| Singapore            | 2                 |
| Stati Uniti          | 90                |
| Taiwan               | 2                 |
| Vietnam              | 18                |

## Date di pubblicazione
| Paese                 | Data            | Formato                | Etichetta    | Nota   |
| --------------------- | --------------- | ---------------------- | ------------ | ------ |
| Stati Uniti d'America | 21 gennaio 2025 | Contemporary hit radio | Atlantic     | [ 3 ]  |
| Italia                | 14 marzo 2025   | Contemporary hit radio | Warner Italy | [ 20 ] |